# Les Douze Énigmes de Dalmas
 (octobre 2024).
Les Douze Énigmes de Dalmas est une chasse au trésor consistant à retrouver un crâne enfoui en France métropolitaine par Sam Dalmas. Débutée en 2009, la chasse s'achève en 2013 par la découverte de la contremarque dans une forêt de l'Eure.

## Préparatifs
Sam Dalmas — dont le vrai nom reste inconnu — avait travaillé deux ans sur son projet, avant de le proposer à des maisons d'éditions à la fin des années 1990. En 2007, après une dizaine de recherches d'éditeur, les éditions Marabout ont finalement accepté de publier son livre pour sa collection « Énigmes ». Celui-ci s'est écoulé à 70 000 exemplaires. Sam Dalmas avait d'abord prévu que sa chasse dure un an.

## Fonctionnement du jeu
La chasse au trésor, à la recherche d'une contremarque représentant un crâne de porcelaine recouvert de feuilles d'or, a débuté le 22 avril 2009 par la mise en vente du livre Les Douze Énigmes de Dalmas aux éditions Marabout et a pris fin le 24 juin 2013. Celui-ci contient 12 énigmes précédées d'une histoire fictive mettant en scène un personnage nommé Sam Dalmas qui raconte son histoire liée à un mystérieux crâne. La résolution de ces douze énigmes permet de déterminer un lieu précis en France métropolitaine où est enterré le trésor de Dalmas : le crâne d'or. Le découvreur de ce trésor recevra un gain de 150 000 €.
Afin d'être déclaré gagnant, le découvreur devra, outre la détention du trésor et de tous ces éléments, être capable de détailler sa méthodologie de résolution pour chacune des douze énigmes. La date limite du 31 décembre 2014 a été posée pour l'obtention des gains. Les chasseurs de ce trésor se sont eux-mêmes appelés « les Dalmassiens ».

## Fin de la chasse
La fin de la chasse a été annoncée le 24 juin 2013, date à laquelle le découvreur du trésor s'est fait connaître. Cette chasse au trésor aura donc duré un peu plus de quatre ans. Le découvreur du Crâne d'Or, Julien B., a rencontré Sam Dalmas, l'organisateur du jeu, et l'huissier de justice pour valider les solutions le 19 septembre 2013. Le crâne était caché dans la forêt de Bord-Louviers dans l’Eure.
La proclamation officielle de la fin de la chasse a eu lieu le 4 octobre 2013, en même temps que la publication des solutions sur le site de l'éditeur. L'auteur a annoncé être à la recherche d'un sponsor pour une deuxième chasse.

## Énigmes
Le carnet est composé de douze énigmes, réparties sur douze double-pages. Nous[Qui ?] ne listerons ici que leurs titres :
- Énigme 1 : Un long périple
- Énigme 2 : Le labyrinthe
- Énigme 3 : Puzzle
- Énigme 4 : Les vitraux
- Énigme 5 : Le casse-tête
- Énigme 6 : La grille
- Énigme 7 : Mots-croisés
- Énigme 8 : Rapports de police
- Énigme 9 : Voyages
- Énigme 10 : Intérieur
- Énigme 11 : Les cartes
- Énigme 12 : Règlements

Cette chasse s'inspire largement de la chasse Sur la trace de la chouette d'or de Max Valentin : un livre à acheter, 12 énigmes à résoudre, un travail sur une carte de France et un coffre enterré sur le territoire français à découvrir. La résolution de la chasse doit permettre de comprendre l'histoire familiale écrite en préambule du livre.
Un site donne d'autres solutions : car il y avait 3 pistes, dont deux faciles : https://www.legrandmechantsouk.com/les-12-enigmes-de-sam-dalmas/

## Publication
- Les 12 énigmes de Dalmas, Hachette Livre, 2009 (ISBN 978-2-298-02128-8)